# Bordón (kommunhuvudort)
Bordón är en kommunhuvudort i Spanien.   Den ligger i provinsen Provincia de Teruel och regionen Aragonien, i den östra delen av landet, 290 km öster om huvudstaden Madrid. Bordón ligger 828 meter över havet och antalet invånare är 142.
Terrängen runt Bordón är kuperad. Runt Bordón är det glesbefolkat, med 9 invånare per kvadratkilometer. Närmaste större samhälle är Forcall, 11,3 km öster om Bordón. Omgivningarna runt Bordón är i huvudsak ett öppet busklandskap.